# Glossocardia leschenaultii
Glossocardia leschenaultii là một loài thực vật có hoa trong họ Cúc. Loài này được (Cass.) Veldkamp mô tả khoa học đầu tiên năm 1991.